# Base aérienne de Batajnica
La base aérienne de Batajnica (code IATA : BJY • code OACI : LYBT) (en serbe cyrillique Аеродром Бaтajницa et en serbe latin Aerodrom Batajnica) est un aéroport militaire serbe situé entre les villes de Batajnica et Nova Pazova, à quelque 20 km au nord-ouest de Belgrade.